# Daniel Vidart
Daniel Darío Vidart Bartzabal (Paysandú, 7 de octubre de 1920–Fortín de Santa Rosa, 14 de mayo de 2019) fue un antropólogo y escritor uruguayo.

## Biografía
Estudió en la Facultad de Derecho, de la Universidad de la República (1940-1945). También estudió y disertó en la Universidad Nacional de Colombia (1978-1984).
Entre 1952 y 1958 fue vicepresidente del SODRE.
Desde 1962 fue director del Centro de Estudios Antropológicos Dr. Paul Rivet, y experto de la UNESCO en Investigación Sociocultural y Consejero Regional de Educación Ambiental para América Latina y el Caribe.
En 1972 y 1973 fue profesor de Antropología cultural en la Universidad de Chile.
Desde 2009 fue miembro de número de la Academia Nacional de Letras del Uruguay.
Entre 2013 y 2014 se iniciaron conversaciones para su biblioteca personal fuera donada a la Intendencia de Canelones, con el objetivo de crear la Biblioteca Daniel Vidart en el balneario Fortín de Santa Rosa, en el departamento de Canelones. Sin embargo, la donación no se concretó, por lo que el espacio nunca fue creado.
Actualmente, el Centro de Documentación Daniel Vidart, en la ciudad de Paysandú, alberga una parte considerable de su biblioteca y otros elementos personales de su trayectoria profesional.

## Premios y reconocimientos
- 1996, Premio Morosoli
- 1996, Premio Bartolomé Hidalgo
- 2000 fue ganador del Premio Morosoli de Oro.[3]
- 2007, Vidart y su colega y amigo Renzo Pi Hugarte fueron declarados Ciudadanos Ilustres de Montevideo.[6]
- 2013, Vidart recibió un doctorado honoris causa de la Universidad de la República.[7]
- 2015 el Correo Uruguayo emitió un sello con la efigie de Vidart.[8]
- 2018, obtuvo el Gran Premio Nacional a la Labor Intelectual.[9][10]

## Obras
- Tomás Berreta. La Industrial, Montevideo, 1946.
- Esquema de una Sociología Rural Uruguaya. Ministerio de Ganadería y Agricultura, Montevideo, 1948.
- Sociología Rural. Salvat, Barcelona, 2 vol. 1960.
- Teoría del tango. Banda Oriental, Montevideo, 1964.
- Los pueblos prehistóricos del territorio uruguayo. Centro Paul Rivet, Montevideo, 1965.
- Caballos y jinetes. Pequeña historia de los pueblos ecuestres. Arca, Montevideo, 1967.
- El paisaje uruguayo. El medio biofísico y la respuesta  cultural  de  su habitante. Alfa, Montevideo, 1967.
- El tango y su mundo. Tauro, Montevideo, 1967.
- Ideología y realidad de América. Universidad de la República, Montevideo, 1968.
- El legado de los inmigrantes (con Renzo Pi Hugarte), Nuestra Tierra, Montevideo, 1969-1970.
- Los muertos y sus sombras. Cinco siglos de América. Banda Oriental, Montevideo, 1993.
- El juego y la condición humana. Banda Oriental, Montevideo, 1995.
- El mundo de los charrúas. Banda Oriental, Montevideo, 1996.
- Los cerritos de los indios del Este uruguayo. Banda Oriental, Montevideo, 1996.
- La trama de la identidad nacional, Banda Oriental, Montevideo:
  - Tº lº Indios, negros, gauchos, 1997.
  - Tº 2º El diálogo ciudad – campo, 1998.
  - Tº 3º El espíritu criollo, 2000.
- Un vuelo chamánico. Editorial Fin de Siglo, Montevideo, 1999.
- El rico patrimonio de los orientales. Banda Oriental, Montevideo, 2003.
- Cuerpo vestido, cuerpo desvestido. Antropología de la ropa interior femenina. (con Anabella Loy). Banda Oriental, Montevideo, 2000.
- Los fugitivos de la historia. Banda Oriental,  Montevideo, 2009.
- Tiempo de Navidad. Una antropología de la fiesta. (con Anabella Loy). Banda Oriental, Montevideo, 2009.
- Uruguayos. 2012.
- Tiempo de carnaval. 2013.
- Marihuana, la flor del cáñamo. Ediciones B, 2014.